# Корнелія Сципіона
Корнелія Сципіона (лат. Cornelia Scipionis, 46 до н. е. —18 до н. е.) — давньоримська матрона початку Римської імперії.

## Життєпис
Походила з патриціанського роду Корнеліїв. Донька або Луція Корнелія Лентула, консула-суффекта 38 року до н. е., або Публія Корнелія Сципіона Сальвіто і Скрибонії, пасорбиця імператора Августа. Заявляла про родинний зв'язок зі Сципіоном Еміліаном через бабцю і прабабу по батьківській лінії.
Була одружена з Павлом Емілієм Лепідом, консулом-суфектом 34 року до н. е., мала від нього двох синів, Марка і Луція, і доньку Емілію.